# Elecciones legislativas de Bulgaria de 2009
Las elecciones legislativas se celebraron en Bulgaria el 5 de julio de 2009. Al igual que en todas las elecciones anteriores desde la caída del comunismo, el gobierno no fue reelegido. Las elecciones de 2009 fueron las primeras que se llevaron a cabo desde la adhesión del país a la Unión Europea (UE) en 2007. También se llevaron a cabo bajo la nueva ley electoral. Anteriormente, todos los miembros del parlamento habían sido elegidos bajo un sistema de representación proporcional. Con la reforma, 31 de los 240 miembros son elegidos por el sistema de representación proporcional uninominal y el resto bajo el sistema de representación proporcional.
La coalición de gobierno fue desafiada por Ciudadanos para el Desarrollo Europeo de Bulgaria (GERB), un nuevo partido de centro-derecha. El GERB no estaba representado en la Asamblea Nacional, pero obtuvo la mayoría de los votos en las elecciones al Parlamento Europeo. Otros opositores fueron ATAKA, la Coalición Azul (BC) y Orden, Ley y Justicia (RZS). Según la ley electoral, los candidatos se benefician de la misma inmunidad que los asambleístas. Poco antes de las elecciones, los tribunales liberaron a varios candidatos que enfrentaban cargos penales, malversación, tráfico de mujeres o el de drogas. La participación de estos candidatos generó inquietudes acerca de la legitimidad y la imparcialidad de la votación. El GERB, dirigido por Boyko Borisov, alcalde de Sofía, prometió trabajar con el Fondo Monetario Internacional (FMI) para reactivar la economía y encarcelar a todos los culpables de malversar fondos de la UE. La SK, formada por la Unión de Fuerzas Democráticas (SDS) y los Demócratas por una Bulgaria Fuerte (DSB). Esta coalición de centro-derecha también hizo campaña contra la corrupción. Criticaron a Stanishev por negarse a debatir cuestiones económicas durante la campaña. 
Sergei Stanishev (BSP), se promocionó con la adhesión del país a la UE y argumentó que el GERB y la SK amenazarían la protección social a través de la privatización de los sectores de energía, salud y la reducción de salarios y pensiones. El líder del DPS, Ahmed Dogan, afirmó que apoyar a la oposición significaría un retorno al Proceso de Reavivamiento que se utilizó a fines de la década de 1980 para asimilar a los musulmanes (tanto búlgaros como turcos) al obligarlos a tomar nombres eslavos. El primer ministro acusó al DPS de jugar con la cuestión étnica y Borisov, se comprometió a abolir la doble ciudadanía argumentando que eso permitió que el DPS obtuviera muchos votos de los búlgaros que viven en Turquía, mientras que otros en el extranjero no podían votar. 
Seis partidos políticos pasaron el umbral del 4 por ciento requerido para obtener representación parlamentaria.  El GERB ganó 116 asientos. Los partidos de la coalición de gobierno, KB y el DPS, obtuvieron 40 y 38 escaños respectivamente, mientras que el NDSV no logró representación. ATAKA, el BC y el RZS ganaron 21, 15 y 10 escaños respectivamente. El 14 de julio, la Asamblea Nacional eligió a Tsetska Tsacheva como Presidenta, así se convirtió en la primera mujer en asumir ese cargo en Bulgaria. El 16 de julio, el GERB anunció que formaría un gobierno en minoría. El 27 de julio, la Asamblea Nacional aprobó el gobierno de Borisov.

## Antecedentes
En la víspera de las elecciones al Parlamento Europeo, Bulgaria estaba gobernada por una coalición que era bastante impopular entre la población. Esta coalición se formó después de las elecciones de 2005 como resultado de un compromiso entre el Partido Socialista Búlgaro (BSP), el Movimiento Nacional para la Estabilidad y el Progreso (NDSV), encabezado por el exZar Simeon de Sajonia-Coburgo-Gotha, y el Movimiento por los Derechos y Libertades (DPS) el partido de la minoría turca étnica. Esta gran coalición se formó para implementar las reformas necesarias para la adhesión a la UE. Aunque la coalición logró alcanzar su objetivo principal: la unión de Bulgaria a la UE, al final de su mandato se había deslegitimado en la sociedad. Las razones principales fueron los graves problemas relacionados con la corrupción y el crimen organizado en el estado, que se convirtieron en la causa de críticas incesantes de las instituciones europeas. Esto dio lugar a un número récord de mociones de censura por parte de la oposición, que no dieron frutos.
La falta de confianza acumulada en la coalición llevó al surgimiento de un nuevo y fuerte rostro en la forma del Alcalde de Sofía, Boyko Borisov, quien fundó un nuevo partido político, Ciudadanos por el Desarrollo Europeo de Bulgaria (GERB). Este partido político ganó las primeras elecciones al Parlamento Europeo en Bulgaria, celebradas en 2007. En gran medida, el éxito del GERB se debió exclusivamente a la gran popularidad de Boyko Borisov, quien, con su carisma y comportamiento populista, logró atraer a una gran parte del electorado impredecible y volátil. El GERB se convirtió gradualmente en la principal oposición contra la coalición tripartita. La razón de esto fue la debilidad tradicional de los partidos de centroderecha, que tras el 2001 y que después de una serie de divisiones, se habían transformado en un par de pequeños partidos que luchaban por pasar la barrera electoral. La unión del GERB en el Partido Popular Europeo (PPE) aseguró una legitimidad adicional.
La participación del DPS en dos gobiernos consecutivos, Simeón Sakskoburggotoski (2001-2005) y Sergéi Stánishev (2005-2009), convirtió al partido, y fue acusado de malas prácticas corruptas por muchos de sus políticos y activistas de alto rango. Esto llevó al surgimiento de una derecha radical populista, Unión Nacional Ataque (ATAKA), que ingresó en el parlamento búlgaro luego de las elecciones en 2005. En las elecciones al Parlamento Europeo en 2007, Ataka ganó 3 escaños.

## Campaña
La campaña previa a las elecciones para las elecciones al Parlamento Europeo comenzó oficialmente el 7 de mayo, cuando la Comisión Central de Elecciones registró a 14 partidos y coaliciones que deseaban participar. Tanto los políticos establecidos como los populares, así como los expertos en temas de la UE encontraron lugares en las listas de partidos. Así, por ejemplo, la lista del BSP estuvo encabezada por el ministro de Relaciones Exteriores Ivaylo Kalfin, y la de la Coalición Azul (SK) estuvo encabezada por Nadezhda Mihaylova, exministra de Relaciones Exteriores del gabinete de Ivan Kostov (1997-2001) y líder anterior del SDS. En la parte superior de la lista de partidos de NDSV estaba una de los políticas búlgaros más populares de los últimos años: la comisionada europea Meglena Kuneva.
Entre todos los temas de campaña, la corrupción pareció dominar. Si bien la coalición, liderada por el BSP, destacaron su éxito en el desarrollo económico y la estabilidad, sus oponentes señalaron que la ayuda financiera de Bulgaria de la UE se redujo en 2008 debido a la incapacidad del gobierno para combatir la corrupción. Algunas fuerzas políticas parecían hacer campaña exclusivamente en sus programas anticorrupción. La retórica anticorrupción de los opositores se agudizó después de que varios medios de comunicación emitieron imágenes de un evento de campaña de DPS, en el que su líder, Ahmed Dogan reclamó un papel decisivo en la distribución dinero público. Esta información fue considerada como de interés periodístico por los medios de comunicación y, por lo tanto, se difundió ampliamente en programas de noticias.

## Resultados
|  | 39.72 % |

|  | 17.70 % |

|  | 14.45 % |

|  | 9.36 % |

|  | 6.76 % |

|  | 4.13 % |

|  | 3.26 % |

|  | 3.02 % |

|  | 1.33 % |

|  | 97.26 % |

|  | 2.74 % |

|  | 100.00 % |

|  | 60.95 % |